# قصر رامالهاو

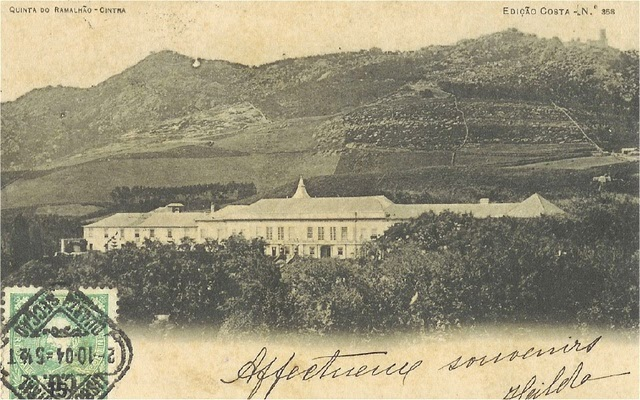
قصر رامالهاو في القرن التاسع عشر

قصر رامالهاو هو قصر كلاسيكي في سينترا بالبرتغال.

## التاريخ
تعود أصول القصر إلى مزرعة صغيرة وسعها لويس جارسيا دي بيفار إلى قصر في عام 1470. وقد أقام في هذا القصر كثيرًا حيث أقامت كارلوتا خواكينا في عام 1822. تم تزيين المبنى بأسلوب لويس السادس عشر الكلاسيكي الجديد. يشمل القصر على لوحات جدارية غريبة منسوبة إلى الرسام مانويل دا كوستا، أحد مصممي قصر كويلوز الوطني.